# Кальтенборн
Кальтенборн (нім. Kaltenborn) — громада в Німеччині, розташована в землі Рейнланд-Пфальц. Входить до складу району Арвайлер. Складова частина об'єднання громад Аденау.
Площа — 21,82 км2. Населення становить 341 ос. (станом на 31 грудня 2020).